# Werner J. Cahnman
Werner Jacob Cahnman (auch Cahnmann, geboren 30. September 1902 in München; gestorben 27. September 1980 in Forest Hills/New York) war ein deutscher, dann US-amerikanischer Soziologe.

## Leben, Werk und Wirkung
Werner Cahnmanns Vater Sigwart Cahnmann war Chemiefabrikant und Präsident der Loge B’nai B’rith in München, seine Mutter Hedwig Schülein wurde 1942 nach Piaski deportiert und dort Opfer des Holocaust. Cahnmanns drei Schwestern und zwei Brüder konnten emigrieren. Werner Cahnmann studierte Rechts- und Staatswissenschaften an den Universitäten München und Berlin und wurde 1927 bei Otto von Zwiedineck-Südenhorst zum Dr. rer. publ. promoviert.
Dann arbeitete er an der Berliner Industrie- und Handelskammer und am Kieler „Institut für Weltwirtschaft und Seeverkehr“, wurde Dozent am jüdischen Lehrhaus in München und war von 1930 bis 1933 Syndikus des Landesverbandes Bayern im Central-Verein deutscher Staatsbürger jüdischen Glaubens. 1938 wurde er ins KZ Dachau eingeliefert. Dank einer Intervention seines akademischen Lehrers Karl Haushofer daraus befreit, emigrierte er 1939 über England in die USA. Dort war er zunächst Visiting Ph. D. an der University of Chicago und lehrte dann Soziologie an der Fisk University, der Atlanta University und anderen Hochschulen, ab 1960 an der Rutgers University. Nach dem Krieg war er auch Gastprofessor an der Universität München (dort emeritiert 1968). Er arbeitete ferner an der Conference of Jewish Social Studies mit und war Mitbegründer des Committee for Sociological History, auch Mitherausgeber der Zeitschrift Reconstruction. Das State Department gewann ihn zeitweise als wissenschaftlichen Analysten.
Beeinflusst von Ferdinand Tönnies, von Max Weber – dessen Typenlehre er übernahm – und von George Herbert Mead, legte er zahlreiche Studien zu Bereichen sozialer Vorurteile vor. Seine Hauptarbeitsgebiete waren die Soziologie der Juden, die Historische Soziologie (er war Vorsitzender der Arbeitsgruppe in der American Sociological Association) generell, die Geopolitik und die Geschichte der Sozialwissenschaften. Als akademischer Lehrer war der schmächtige Gelehrte auf dem Podium subtil und klar, als Verhandler eindrucks- und wirkungsvoll.

## Ausgewählte Publikationen
- 1931: Der ökonomische Pessimismus und das Ricardosche System
- 1943: „The Mediterranean and Caribbean Regions“, in Social Forces
- 1943: „Concepts of Geopolitics“, American Sociological Review, Vol. 8, No. 1 (Feb., 1943), pp. 55–59.
- 1952: „The Cultural Consciousness of Jewish Youth“, in Jewish Social Studies
- 1963: „The Life of Clementine Kraemer“, New York 1963 & LBI Year Book 9 London 1964 (267–292)
- 1964 (mit A. Boskoff): Sociology and History: Theory and Research
- 1969: „The Three Regions of German-Jewish History“, in Jubilee. Volume dedicated to Curt C. Silberman
- 1971 (mit Rudolf Heberle):  Ferdinand Toennies on Sociology: Pure, Applied and Empirical
- 1973: (als Hrsg.) Ferdinand Toennies: A New Evaluation
- 1974: „Pariahs, Strangers and Court Jews“, in American Sociological Review (deutsch siehe: 2005)
- 1974: „Friedrich Wilhelm Schelling über die Judenemanzipation“, in: Zeitschrift für Bayerische Landesgeschichte
- 1981: „Tönnies und die Theorie des sozialen Wandels. Eine Rekonstruktion“, in: L. Clausen/F. U. Pappi (Hrsg.), Ankunft bei Tönnies, Kiel: Mühlau
- 1994: (posthum) „Weber and Toennies: Comparative Sociology in Historical Perspective“
- 2007 (posthum): Social Issues, Geopolitics, and Judaica, hgg. von Judith T. Marcus und Zoltan Tarr, Transaction Publ., New Brunswick, USA & London 2007
- 2005: Deutsche Juden. Ihre Geschichte und Soziologie (Aufsatzsammlung, enthält: Judentum und Volksgemeinschaft; „Alte und neue Götter“; Materialien zur politischen Lage der Juden im Österreich und in Ungarn; Juden in den deutschen Landschaften: Neue Jugend und alter Glaube; Unruhe in Palästina. Reisebericht und Folgerungen aus dem Jahr 1936; Wer soll nach Palästina gehen?; Die Münchener Judenbeschreibung von 1804; Warum hebräisch lernen?; Theodor Herzl – so oder so?; Die Juden im Donauraum; Die soziale Gliederung der Münchener jüdischen Gemeinde und ihre Wandlungen; Im Konzentrationslager Dachau; Wirtschaftliche und gesellschaftliche Ursachen der Judenfeindschaft; Die deutschen Juden und die jüdische Gemeinschaft in Amerika: Ein Kommentar; Rolle und Bedeutung der jüdischen Handwerkerklasse; Adolf Fischhof als Verfechter der Nationalität und seine Auswirkung auf das jüdisch-politische Denken in Österreich; Der Dorf- und Kleinstadtjude als Typus; Der Pariah und der Fremde: Eine begriffliche Erklärung; Historische Soziologie: Was sie ist und was nicht.) Westfälisches Dampfboot, Münster. ISBN 3-89691-604-1. Zuerst engl. German Jewry, its history and sociology. Selected essays Transaction Publ., New Brunswick & Oxford 1989, ISBN 0-88738-253-3